# Marlow (Poméranie-Occidentale)
Marlow est une municipalité allemande du land de Mecklembourg-Poméranie-Occidentale et l'arrondissement de Poméranie-Occidentale-Rügen. En 2018, elle comptait 4 563 hab.

## Source de la traduction
- (de) Cet article est partiellement ou en totalité issu de l’article de Wikipédia en allemand intitulé « Marlow » (voir la liste des auteurs).